# Хоробре серце (серіал, 2012)
Хоробре серце (ісп. Corazón valiente) — американський телесеріал у жанрі бойовика, криміналу, драми, та створений компанією Telemundo Global Studios. В головних ролях — Адріана Фонсека, Хосе Луїс Ресендес, Айлін Мухіка, Хімена Дуке, Фабіан Ріос.
Перша серія вийшла в ефір 6 березня 2012 року.
Серіал має 1 сезон. Завершився 206-м епізодом, який вийшов у ефір 7 січня 2013 року.
Режисер серіалу — Рікардо Шварц, Клаудіо Кальяо, Артуро Мануітт, Денні Гавідія, Луїс Манзо.
Сценарист серіалу — Хуан Маркос Бланко, Марсела Чіттеріо, Маріса Міланесіо, Клаудія Моралес.

## Сюжет
Анхела та Саманта товаришували з дитинства. Батько Анхели працював охоронцем і одного разу врятував від злочинців Саманту, дочку впливової людини, але при цьому він пожертвував своїм життям. Анхела і Саманта присягнули, що допомагатимуть слабким і беззахисним людям, коли подорослішають. Але доля розвела їх на довгий час, аби вони зустрілися знову за складних обставин. Анхела народила дочку від гангстера і виховує її одна, працюючи в кафе та опановуючи професію медичної сестри. Якось під час бійки в кафе з'являється Саманта, яка стала професійним охоронцем. Разом із Анхелою вони обеззброюють злодіїв, і тоді Саманта пропонує подрузі працювати разом, щоб втілити в реальність їхню дитячу мрію.

## Сезони
| Сезон | Епізоди | Епізоди | Оригінальний показ | Оригінальний показ | Оригінальний показ |
| Сезон | Епізоди | Епізоди | Перший показ       | Останній показ     | Мережа             |
| ----- | ------- | ------- | ------------------ | ------------------ | ------------------ |
| 1     | 206     | 206     | 6 березня 2012     | 7 січня 2013       | Telemundo          |

## Актори та ролі
| Актор                  | Роль                             | Сезон                |
| Актор                  | Роль                             | 1                    |
| ---------------------- | -------------------------------- | -------------------- |
| Адріана Фонсека        | Анхела Вальдес                   | Основний персонаж    |
| Хосе Луїс Ресендес     | Хуан Маркос Арройо               | Основний персонаж    |
| Айлін Мухіка           | Фернанда дель Кастільо           | Основний персонаж    |
| Хімена Дуке            | Саманта Сандоваль Наварро        | Основний персонаж    |
| Фабіан Ріос            | Гільєрмо «Віллі» дель Кастільо   | Основний персонаж    |
| Ванесса Поз            | Емма Арройо                      | Основний персонаж    |
| Джон-Майкл Еккер       | Пабло Перальта                   | Основний персонаж    |
| Соня Сміт              | Ізабель Уріарте де Арройо        | Основний персонаж    |
| Хорхе Луїс Піла        | Мігель Вальдес                   | Основний персонаж    |
| Мануель Ландета        | Бернардо дель Кастільо           | Основний персонаж    |
| Кеті Барбері           | Перла Наварро                    | Основний персонаж    |
| Леонардо Даніель       | Даріо Сандовал                   | Основний персонаж    |
| Гільда Хеддок          | Естела де Вальдес                | Основний персонаж    |
| Габріель Валенсуела    | Луїс Мартінес / Каміло Мартінес  | Основний персонаж    |
| Хосе Гільєрмо Кортінес | Ренцо Манчілла                   | Основний персонаж    |
| Тетяна Капоте          | Офелія Рамірес                   | Основний персонаж    |
| Алехандро Лопес        | Вісенте Ла Мадрид                | Основний персонаж    |
| Ліно Мартоне           | Дієго Вільяреал                  | Основний персонаж    |
| Роберто Плантьє        | Габріель Ла Мадрид               | Основний персонаж    |
| Прісціла Пералес       | Неллі Бальбуена                  | Основний персонаж    |
| Ахрід Ханналі          | Сесілія                          | Основний персонаж    |
| Бриджит Боццо          | Дженезіс Арройо                  | Основний персонаж    |
| Ніколь Аррі            | Віолета Мартінес                 | Основний персонаж    |
| Кароліна Техера        | Лорена Барріос                   | Основний персонаж    |
| Габріель Поррас        | Мігель Вальдес Гутьєррес         | Основний персонаж    |
| Бренда Аснікар         | Фабіола Арройо / Фабіола Феррара | Основний персонаж    |
| Енджелін Монкайо       | Лаура Агілар                     | Основний персонаж    |
| Альба Роверсі          | Нора                             | Основний персонаж    |
| Даніела Наварро        | Клара Сальватьерра               | Основний персонаж    |
| Пабло Азар             | Густаво Понте                    | Основний персонаж    |
| Грегоріо Пернія        | Хав'єр дель Торо                 | Основний персонаж    |
| Мігель Вароні          | Хесус Матаморос                  | Основний персонаж    |
| Сандра Бельтран        | Івонна Матаморос                 | Періодичний персонаж |
| Андрес Котріно         | Ніколас дель Кастільо            | Періодичний персонаж |
| Габріела Борхес        | Джессіка Агілар дель Торо        | Періодичний персонаж |
| Хонатан Фреудман       | Родріго Сандовал                 | Періодичний персонаж |
| Едуардо Родрігес       | Естебан де ла Вега               | Періодичний персонаж |
| Емілі Альварадо        | Саманта Сандоваль (молода)       | Періодичний персонаж |
| Ілеана Джекет          | Жозефіна Уріарте                 | Періодичний персонаж |
| Мішель Джонс           | Памела Валлестер                 | Періодичний персонаж |
| Палома Маркес          | Сол Діас де Леон                 | Періодичний персонаж |
| Мауро Менендес         | Хесус Матаморос (молодий)        | Періодичний персонаж |
| Есек'єль Монтальт      | Теньенте Мануель Флорес          | Періодичний персонаж |
| Даямі Падрон           | Палома Ньевес                    | Періодичний персонаж |
| Туто Патіньо           | Каетано Родрігес / Рінго         | Періодичний персонаж |
| Франсіско Поррас       | Данте                            | Періодичний персонаж |
| Марія дель Пілар Перес | Марія Фернанда дель Кастільо     | Періодичний персонаж |
| Ямі Кінтеро            | Фіскал Євгенія де ла Салле       | Періодичний персонаж |
| Фернандо Серменьо      | Гаель                            | Періодичний персонаж |
| Ентоні Сандобаль       | Хуан Круз Арройо                 | Періодичний персонаж |
| Джеймі Сассон          | Паула Уріарте                    | Періодичний персонаж |
| Едуардо Васвейлер      | Хуан Ігнасіо Арройо              | Періодичний персонаж |
| Зайнаб Альзаба         | -                                | Періодичний персонаж |

## Нагороди та номінації
| рік      | Нагорода                  | Категорія                          | Номінант                                              | Результат |
| -------- | ------------------------- | ---------------------------------- | ----------------------------------------------------- | --------- |
| 2012 рік | Premios People en Español | Теленовела року                    | Марсела Чіттеріо                                      | Номінація |
| 2012 рік | Premios People en Español | Головна героїня                    | Адріана Фонсека                                       | Номінація |
| 2012 рік | Premios People en Español | Головний герой                     | Хосе Луїс Ресендес                                    | Номінація |
| 2012 рік | Premios People en Español | Найкраща акторка другого плану     | Хімена Дуке                                           | Номінація |
| 2012 рік | Premios People en Español | Найкращий актор другого плану      | Фабіан Ріос                                           | Номінація |
| 2012 рік | Premios People en Español | Злодій                             | Мануель Ландета                                       | Номінація |
| 2012 рік | Premios People en Español | Злодійка                           | Айлін Мухіка                                          | Номінація |
| 2012 рік | Premios People en Español | Відкриття року                     | Бриджит Боццо                                         | Номінація |
| 2012 рік | Premios People en Español | Найкраща пара року                 | Хімена Дуке, Фабіан Ріос                              | Номінація |
| 2012 рік | Premios Tu Mundo          | Теленовела року                    | Марсела Чіттеріо                                      | Номінація |
| 2012 рік | Premios Tu Mundo          | Головний герой                     | Хосе Луїс Ресендес                                    | Номінація |
| 2012 рік | Premios Tu Mundo          | Головна героїня                    | Адріана Фонсека                                       | Номінація |
| 2012 рік | Premios Tu Mundo          | Злодій                             | Мануель Ландета                                       | Номінація |
| 2012 рік | Premios Tu Mundo          | Злодійка                           | Айлін Мухіка                                          | Перемога  |
| 2012 рік | Premios Tu Mundo          | Ідеальна пара                      | Хімена Дуке, Фабіан Ріос                              | Перемога  |
| 2012 рік | Premios Tu Mundo          | Найкращий поцілунок                | Хімена Дуке, Фабіан Ріос                              | Перемога  |
| 2012 рік | Premios Tu Mundo          | Найкраща молода акторка            | Бриджит Боццо                                         | Номінація |
| 2012 рік | Premios Tu Mundo          | Найкраща молода акторка            | Емілі Альварадо                                       | Номінація |
| 2012 рік | Premios Tu Mundo          | Найкраща молода акторка            | Ніколь Аррі                                           | Номінація |
| 2012 рік | Premios Tu Mundo          | Найкраще відео про невдачу         | «El plan de seducción de Vicente sale mal»            | Номінація |
| 2012 рік | Premios Tu Mundo          | Найкраще відео про невдачу         | «Ángela confunde al dueño de la casa con el empleado» | Номінація |
| 2012 рік | Premios Tu Mundo          | Найкращий саундтрек                | «Mi primer amor»                                      | Номінація |
| 2013 рік | Маямі Life Awards         | Теленовела року                    | Марсела Чіттеріо                                      | Номінація |
| 2013 рік | Маямі Life Awards         | Головна героїня                    | Адріана Фонсека                                       | Перемога  |
| 2013 рік | Маямі Life Awards         | Головна героїня                    | Хімена Дуке                                           | Номінація |
| 2013 рік | Маямі Life Awards         | Головний герой                     | Хосе Луїс Ресендес                                    | Номінація |
| 2013 рік | Маямі Life Awards         | Головний герой                     | Фабіан Ріос                                           | Номінація |
| 2013 рік | Маямі Life Awards         | Найкраща акторка другого плану     | Бренда Аснікар                                        | Номінація |
| 2013 рік | Маямі Life Awards         | Злодійка                           | Айлін Мухіка                                          | Перемога  |
| 2013 рік | Маямі Life Awards         | Злодій                             | Мануель Ландета                                       | Номінація |
| 2013 рік | Маямі Life Awards         | Злодій                             | Габріель Валенсуела                                   | Перемога  |
| 2013 рік | Маямі Life Awards         | Найкраща заслужена акторка         | Альба Роверсі                                         | Номінація |
| 2013 рік | Маямі Life Awards         | Найкраща молода акторка            | Бриджит Боццо                                         | Номінація |
| 2013 рік | Маямі Life Awards         | Найкраща молода акторка            | Емілі Альварадо                                       | Номінація |
| 2013 рік | Маямі Life Awards         | Найкраща молода акторка            | Ніколь Аррі                                           | Номінація |
| 2013 рік | Маямі Life Awards         | Найкраща молода акторка            | Софія Санабрія                                        | Номінація |
| 2014 рік | Маямі Life Awards         | Найкраща молода актриса теленовела | Софія Санабрія                                        | Номінація |